# Paulownia taiwaniana
Paulownia taiwaniana är en tvåhjärtbladig växtart som beskrevs av T.W. Hu och H.J. Chang. Paulownia taiwaniana ingår i släktet Paulownia och familjen Paulowniaceae. Inga underarter finns listade i Catalogue of Life.